# Juriën Gaari
Juriën Godfried Juan Gaari (Kerkrade, 23 december 1993) is een Curaçaos-Nederlands voetballer die doorgaans als rechtsback speelt. Hij verruilde Kozakken Boys in juli 2018 voor RKC Waalwijk. Eerder speelde hij voor VV Smitshoek. Gaari debuteerde in 2016 in het Curaçaos voetbalelftal.

## Carrière
Gaari speelde in de jeugd bij De Musschen, Overmaas Rotterdam en Excelsior, waar hij in 2012 vertrok om bij VV Smitshoek te spelen. Tussen 2012 en 2014 was hij hier een vaste waarde en kwam hij onder andere in actie in de bekerwedstrijd tegen NAC Breda. Na deze periode vertrok hij naar Kozakken Boys, waar hij ook al snel een vaste waarde werd. Na vier seizoenen en een promotie vertrok hij naar RKC Waalwijk. Hij debuteerde voor het eerste elftal op 17 augustus 2018, in de met 1–0 gewonnen thuiswedstrijd tegen Telstar.

## Carrièrestatistieken
| Seizoen                    | Club            | Competitie      | Competitie | Competitie | Beker | Beker | Internationaal | Internationaal | Overig | Overig | Totaal | Totaal |
| Seizoen                    | Club            | Competitie      | Wed.       | Dlp.       | Wed.  | Dlp.  | Wed.           | Dlp.           | Wed.   | Dlp.   | Wed.   | Dlp.   |
| -------------------------- | --------------- | --------------- | ---------- | ---------- | ----- | ----- | -------------- | -------------- | ------ | ------ | ------ | ------ |
| 2018/19                    | RKC Waalwijk    | Eerste divisie  | 37         | 0          | 2     | 0     | –              | –              | 6      | 1      | 45     | 1      |
| 2019/20                    | RKC Waalwijk    | Eredivisie      | 18         | 0          | 0     | 0     | –              | –              | –      | –      | 18     | 0      |
| 2020/21                    | RKC Waalwijk    | Eredivisie      | 9          | 0          | 1     | 1     | –              | –              | –      | –      | 10     | 1      |
| 2021/22                    | RKC Waalwijk    | Eredivisie      | 30         | 2          | 3     | 0     | –              | –              | –      | –      | 33     | 2      |
| 2022/23                    | RKC Waalwijk    | Eredivisie      | 33         | 0          | 0     | 0     | –              | –              | –      | –      | 33     | 0      |
| 2023/24                    | RKC Waalwijk    | Eredivisie      | 29         | 1          | 1     | 0     | –              | –              | –      | –      | 30     | 1      |
| Carrière totaal            | Carrière totaal | Carrière totaal | 156        | 3          | 7     | 1     | 0              | 0              | 6      | 1      | 169    | 5      |
| Bijgewerkt tot 24 mei 2024 |                 |                 |            |            |       |       |                |                |        |        |        |        |

## Interlandcarrière
Gaari debuteerde op 6 oktober 2016 in het Curaçaos voetbalelftal, in een met 3–0 gewonnen kwalificatiewedstrijd voor de Caribbean Cup thuis tegen het voetbalelftal van Antigua en Barbuda. Hij nam met Curaçao deel aan de Gold Cup 2017 en de Gold Cup 2019. Gaari maakte op 26 juni 2019 zijn eerste doelpunt voor de nationale ploeg, de 1–1 in een in diezelfde cijfers geëindigde groepswedstrijd op de Gold Cup 2019, tegen Jamaica.
| Interlands van Juriën Gaari voor Curaçao | Interlands van Juriën Gaari voor Curaçao | Interlands van Juriën Gaari voor Curaçao | Interlands van Juriën Gaari voor Curaçao | Interlands van Juriën Gaari voor Curaçao | Interlands van Juriën Gaari voor Curaçao |
| No.                                      | Datum                                    | Wedstrijd                                | Uitslag                                  | Competitie                               | Doelpunten                               |
| Als speler bij Kozakken Boys             | Als speler bij Kozakken Boys             | Als speler bij Kozakken Boys             | Als speler bij Kozakken Boys             | Als speler bij Kozakken Boys             | Als speler bij Kozakken Boys             |
| ---------------------------------------- | ---------------------------------------- | ---------------------------------------- | ---------------------------------------- | ---------------------------------------- | ---------------------------------------- |
| 1.                                       | 5 oktober 2016                           | Curaçao – Antigua en Barbuda             | 3 – 0                                    | Caribbean Cup Kwalificatie 2017          |                                          |
| 2.                                       | 11 oktober 2016                          | Puerto Rico – Curaçao                    | 2 – 4                                    | Caribbean Cup Kwalificatie 2017          |                                          |
| 3.                                       | 17 juni 2017                             | Curaçao – Nicaragua                      | 0 – 0                                    | Vriendschappelijk                        |                                          |
| 4.                                       | 22 juni 2017                             | Curaçao – Martinique                     | 2 – 1                                    | Caribbean Cup 2017                       |                                          |
| 5.                                       | 13 juli 2017                             | El Salvador – Curaçao                    | 2 – 0                                    | CONCACAF Gold Cup 2017                   |                                          |
| 6.                                       | 10 oktober 2017                          | Qatar – Curaçao                          | 1 – 2                                    | Vriendschappelijk                        |                                          |
| 7.                                       | 26 maart 2018                            | Curaçao – Bolivia                        | 1 – 0                                    | Vriendschappelijk                        |                                          |
| Als speler bij RKC Waalwijk              |                                          |                                          |                                          |                                          |                                          |
| 8.                                       | 5 juni 2019                              | India – Curaçao                          | 1 – 3                                    | King's Cup 2019                          |                                          |
| 9.                                       | 8 juni 2019                              | Vietnam – Curaçao                        | 1 – 1 (5 – 6 wns)                        | King's Cup 2019                          |                                          |
| 10.                                      | 17 juni 2019                             | Curaçao – El Salvador                    | 0 – 1                                    | CONCACAF Gold Cup 2019                   |                                          |
| 11.                                      | 21 juni 2019                             | Honduras – Curaçao                       | 0 – 1                                    | CONCACAF Gold Cup 2019                   |                                          |
| 12.                                      | 25 juni 2019                             | Jamaica – Curaçao                        | 1 – 1                                    | CONCACAF Gold Cup 2019                   | 90+3'                                    |
| 13.                                      | 30 juni 2019                             | Verenigde Staten – Curaçao               | 1 – 0                                    | CONCACAF Gold Cup 2019                   |                                          |
| 14.                                      | 7 september 2019                         | Curaçao – Haïti                          | 1 – 0                                    | CONCACAF Nations League 2019/20          |                                          |
| 15.                                      | 10 september 2019                        | Haïti – Curaçao                          | 1 – 1                                    | CONCACAF Nations League 2019/20          |                                          |
| 16.                                      | 13 oktober 2019                          | Costa Rica – Curaçao                     | 0 – 0                                    | CONCACAF Nations League 2019/20          |                                          |

Bijgewerkt t/m 13 oktober 2019

## Voetnoten
1 Houwen ·
2 Lelieveld ·
3 Van den Buijs ·
4 Van Gelderen ·
5 Familia-Castillo ·
6 Oukili ·
7 Cleonise ·
8 Vroegh ·
9 Zawada  ·
11 Jakobsen ·
13 Kesting ·
14 Lokesa ·
16 Spenkelink ·
17 Van Eijma ·
18 Van der Water ·
19 Margaret ·
20 Takidine ·
21 Van Osch ·
22 Van de Loo ·
23 Van der Venne ·
24 Roemeratoe ·
28 Meijers ·
29 Kramer ·
30 Weidmann ·
31 Vogels ·
32 El Yaakoubi ·
33 Al Mazyani ·
34 Wouters ·
35 Felida ·
52 Ihattaren ·
Coach: Fraser
· Assistent-coach: Auassar
· Assistent-coach: Roorda
· Keeperstrainer: Tinus
1 Room ·
2 Cuco Martina ·
3 Shermar Martina · 
4 Lachman · 
5 Carolina ·
6 Maria ·
7 Antonia ·
8 Bonevacia ·
9 Benschop ·
10 Bacuna ·
11 Nepomuceno ·
12 Carmelia ·
13 Gaari ·
14 Kastaneer ·
15 Shermaine Martina ·
16 Van Kessel ·
17 Constansia ·
18 Hooi ·
19 Arias ·
20 Vapor ·
21 Statie ·
22 Pieter · 
23 De la Paz · 
Coach: Bicentini